# Isabel de Antoing

Escudo de armas de Afonso de Lacerda, fruto da união do escudo do Reino de Castela e do Reino de Leão com o escudo do Reino de França.

Isabel de Antoing (1325 – 6 de dezembro de 1354) foi Condessa de Épinoy, actual comuna francesa na região administrativa de Nord-Pas-de-Calais, no departamento de Pas-de-Calais e senhora de Antoing, que corresponde a actual cidade e município da belga localizado no distrito de Tournai, província de Hainaut, região da Valônia e senhora de Lunel, na comuna francesa e região administrativa de Languedoc-Roussillon, no departamento de Hérault, pelo seu 1.º casamento e viscondessa de Melun pelo 3.º casamento.

## Relações familiares
Foi filha de Hugo IV de Antoing, senhor de Antoing e de Maria de Enghien, Castelã de Gand.
Casou por três vezes, o primeiro casamento foi em 1306 com Afonso de Lacerda ou Afonso de La Cerda (França, 1289 - Gentilly, França, 15 de abril de 1327), "o de Espanha" foi detentor do Senhorio de Lunel com o título de Barão. Filho de Afonso de Lacerda (Valladolid, 1270 – Piedrahita de Castro, 23 de Dezembro de 1344) e de Matilde de Brienne, de quem teve:
1. Carlos de Lacerda (Espanha, 1320 - L' Aigle, França, 6 de janeiro de 1354), conde de Angoulême, também denominado Carlos de Espanha casado com Margarida de Châtillon (1339 - 1354).

O segundo casamento foi com Henrique de Lovaina (?- 1323) Filho de João de Lovaina (ou Tristan) de Lovaina (1310 -?), senhor de Herstal e Gaesbeck e de Felicitas de Luxembourg (? - 1336), com quem  não teve filhos.
O terceiro casamento ocorreu na Flandres em 1325 com João de Melun, visconde de Melun (? – 1359) filho de Adam IV de Melun, visconde de Melun e de Joana de Sully, de quem teve:
1. Hugues de Melun (1350 - ?) Senhor de Antoing, casado com Beatrix de Beaumont-Beaussart;
2. Isabeau de Melun (1330 - ?) casou com João de Artois, conde d'Eu.